# Ella and Duke at the Cote D’Azur
Ella and Duke at the Cote D’Azur (с англ. — «Элла и Дюк на Кот-д’Азур») — совместный концертный альбом американской джазовой певицы Эллы Фицджеральд и бэнд-лидера Дюка Эллингтона, записанный во время их выступлений на Лазурном Берегу, Франция, в период с 26 по 29 июля 1966 года. Пластинка была выпущена в 1967 году на лейбле Verve Records под студийным номером V6-4072-2, в 1997 году запись перевыпустили в формате CD с номером Verve 539 030-2, обновлённая версия включила 3 бонус-трека. В 1998 году вышло расширенное 8-дисковое издание Ella and Duke at the Cote D’Azur под студийным номером Verve 314—539 033-2.

## Список композиций
Переиздание 1997 года включает 4 стороны (в общей сложности 15 треков), а также 3 бонус-трека.
| №                   | Название                                  | Текст песни         | Музыка              | Длительность |
| ------------------- | ----------------------------------------- | ------------------- | ------------------- | ------------ |
| 1.                  | «Mack the Knife»                          | Бертольт Брехт      | Курт Вайль          | 4:52         |
| 2.                  | «That Old Circus Train Turn-Around Blues» |                     | Дюк Эллингтон       | 11:29        |
| 3.                  | «Lullaby of Birdland»                     | Джордж Дэвид Вайс   | Джордж Ширинг       | 2:53         |
| Общая длительность: | Общая длительность:                       | Общая длительность: | Общая длительность: | 19:14        |

| №                   | Название                           | Текст песни         | Музыка              | Длительность |
| ------------------- | ---------------------------------- | ------------------- | ------------------- | ------------ |
| 4.                  | «Trombonio-Bustioso-Issimo»        |                     | Кэт Андерсон        | 4:05         |
| 5.                  | «Goin’ Out of My Head»             | Боб Уайнстайн       | Тедди Рандаззо      | 3:01         |
| 6.                  | «How Long Has This Been Going On?» | Айра Гершвин        | Джордж Гершвин      | 2:50         |
| 7.                  | «Diminuendo In Blue/Blow By Blow»  |                     | Дюк Эллингтон       | 7:36         |
| Общая длительность: | Общая длительность:                | Общая длительность: | Общая длительность: | 17:32        |

| №                   | Название            | Музыка              | Длительность |
| ------------------- | ------------------- | ------------------- | ------------ |
| 8.                  | «Jive Jam»          | Дюк Эллингтон       | 8:50         |
| Общая длительность: | Общая длительность: | Общая длительность: | 8:50         |

| №                   | Название                                             | Текст песни         | Музыка              | Длительность |
| ------------------- | ---------------------------------------------------- | ------------------- | ------------------- | ------------ |
| 9.                  | «It Don't Mean a Thing (If It Ain't Got That Swing)» | Ирвинг Миллс        | Дюк Эллингтон       | 7:13         |
| 10.                 | «All Too Soon»                                       | Карл Сигман         | Дюк Эллингтон       | 7:39         |
| 11.                 | «Misty»                                              | Джонни Бёрк         | Эрролл Гарнер       | 3:04         |
| Общая длительность: | Общая длительность:                                  | Общая длительность: | Общая длительность: | 17:56        |

| №                   | Название                                      | Текст песни         | Музыка               | Длительность |
| ------------------- | --------------------------------------------- | ------------------- | -------------------- | ------------ |
| 12.                 | «So Danco Samba»                              | Винисиус ди Морайс  | Антонио Карлос Жобин | 5:46         |
| 13.                 | «Rose of the Rio Grande»                      | Эдгар Лесли         | Гарри Уоррен         | 3:09         |
| 14.                 | «The More I See You»                          | Мак Гордон          | Гарри Уоррен         | 3:56         |
| 15.                 | «The Matador (El Viti)»                       |                     | Дюк Эллингтон        | 4:09         |
| 16.                 | «Just Squeeze Me (But Please Don’t Tease Me)» | Ли Гейнс            | Дюк Эллингтон        | 3:47         |
| Общая длительность: | Общая длительность:                           | Общая длительность: | Общая длительность:  | 20:47        |

| №                   | Название                            | Текст песни         | Музыка              | Длительность |
| ------------------- | ----------------------------------- | ------------------- | ------------------- | ------------ |
| 17.                 | «The Trip»                          |                     | Дюк Эллингтон       | 4:44         |
| 18.                 | «Things Ain’t What They Used To Be» | Тед Персонс         | Мёрсер Эллингтон    | 2:11         |
| Общая длительность: | Общая длительность:                 | Общая длительность: | Общая длительность: | 6:55         |

## Участники записи
- Элла Фицджеральд — вокал.

Оркестр Дюка Эллингтона:
- Дюк Эллингтон — дирижирование, аранжировки, фортепиано.
- Кэт Андерсон, Мёрсер Эллингтон, Кути Уильямс, Херби Джонс, Рэй Нанс — труба.
- Лоренс Браун, Чак Коннерс, Бастер Купер — тромбон.
- Джонни Ходжес, Рассел Прокоуп, Пол Гонсалвес, Джимми Гамильтон, Гарри Кэрни, Бен Уэбстер — саксофон.
- Джон Лэмб, Джим Хаггарт — контрабас.
- Сэм Вудъярд, Грэйди Тэйт — барабаны.
- Билли Стрэйхорн — аранжировки.